# Cecilia Metella Dalmatica
Cecilia Metella Dalmatica (latino: Caecilia Metella Dalmatica; ... – 80 a.C.) è stata una nobildonna romana, figlia di Lucio Cecilio Metello Dalmatico, pontefice massimo nel 115 a.C., e quarta moglie di Lucio Cornelio Silla.

## Biografia
Il primo matrimonio di Dalmatica, come giovane matrona, fu con Marco Emilio Scauro, un politico all'apice del suo potere. Scauro, di origine patrizia, era princeps senatus, ovvero presidente del Senato, ed era un noto alleato della famiglia dei Cecili. Dalmatica diede a Scauro un figlio, Marco Emilio Scauro e una figlia, Emilia Scaura, che fu seconda moglie di Gneo Pompeo Magno.

Dopo la morte di Scauro, Dalmatica sposò Lucio Cornelio Silla. Nell'86 a.C. Gaio Mario venne eletto per la settima volta console e dichiarò fuorilegge i suoi nemici politici, ordinando la confisca dei beni e severe persecuzioni, anche ai parenti. Silla era il principale oppositore di Mario, ed in quel momento era impegnato in guerra contro Mitridate VI del Ponto. Dalmatica fu costretta ad abbandonare Roma e ad incontrare Silla in Grecia, dove partorì due gemelli, Fausto Cornelio e Fausta Cornelia Silla. Un terzo figlio morì bambino, poco prima della madre. Nell'81 a.C., una volta sconfitti gli ultimi sostenitori di Mario, Silla entrò a Roma e si dichiarò dittatore. Cecilia diventò così la donna più importante della Repubblica romana.
Morta un anno dopo, nell'80 a.C., Silla ignorando le leggi contro il lusso che lui stesso aveva emanato, organizzò uno spettacolare funerale di stato per Dalmatica.